# Crambe crambe
Crambe crambe, comúnmente conocida como esponja ostra o esponja incrustante de color rojo anaranjado, es una especie de demosponjas perteneciente a la familia Crambeidae.

## Descripción
Las colonias de Crambe crambe forman placas delgadas de color naranja a rojo anaranjado, rara vez lobuladas, con una superficie muy rugosa perforada por ósculos elevados que se encuentran a lo largo de los canales de exhalación. Estas colonias pueden cubrir una superficie de 1 m².

## Biología
Crambe crambe se alimenta filtrando bacterias, microorganismos y algas unicelulares. Esta especie es hermafrodita. Las larvas son planctónicas. Estas demosponjas suelen cubrir el caparazón de moluscos vivos (Arca noae, Spondylus y varios bivalvos sedentarios). Eupolymnia nebulosa a veces se esconde en estas esponjas.

## Distribución
Esta especie es endémica del Mediterráneo, pero también está presente en el océano Atlántico Norte, en el canal de la Mancha y en el mar del Norte.

## Hábitat
Crambe crambe comúnmente ocurre en aguas bien iluminadas sobre sustrato duro a profundidades de 5 a 30 m.